# 34730 Rainajain
34730 Rainajain este o planetă minoră (asteroid) din centura de asteroizi. A fost descoperită pe 16 august 2001 la Experimental Test Site⁠(d) de Lincoln Near-Earth Asteroid Research. 
Obiectul prezintă o orbită caracterizată de o semiaxă mare de 3,2041086 UAi, o excentricitate de 0,17, o înclinație de 1,8392 ° în raport cu ecliptica.